# Partido di Marcos Paz
Il partido di Marcos Paz è un dipartimento (partido) dell'Argentina facente parte della provincia di Buenos Aires. Il capoluogo è Marcos Paz.